# 헤레라사우루스과
헤레라사우루스과(Herrerasauridae)는 용반목의 한 분류군으로 가장 오래된 공룡 무리 중에 하나이다. 이 무리의 주요화석들은 아르헨티나에서 산출된다. 이 그룹이 초기 공룡진화단계의 어떤 위치에 있었는지는 아직 정확하게 알려지지 않았다. 크기는 3~6m로 큰 편이고, 무게는 210 ~ 350kg.